# Epidendrum citrosmum
Epidendrum citrosmum är en orkidéart som beskrevs av Eric Hágsater. Epidendrum citrosmum ingår i släktet Epidendrum och familjen orkidéer. Inga underarter finns listade i Catalogue of Life.